# Kalender von Teos
Der Kalender von Teos ist ein griechischer Kalender aus der ionischen Kalendergruppe, der in der kleinasiatischen Stadt Teos in Gebrauch war.
Die Daten des Kalenders aus Teos sind weitgehend verloren, lediglich zwei Monatsnamen sind bekannt. Der Monat Leukatheon (Λευκαθεών) ist mehrfach durch Inschriften bezeugt, der Posideion (Ποσιδηίων) ist durch ein Zitat des teischen Lyrikers Anakreon bei Eustathios von Thessalonike überliefert.
Der Posideion ist als gesamtionischer Monatsname mit dem Posideion anderer ionischer Kalender zu vergleichen, im julianischen Kalender entspricht ihm etwa der Dezember. Die Verortung des Leukatheons ist nicht so eindeutig; der Vergleich mit anderen Kalendern, in denen der Monat genutzt wurde, erlaubt nur seine Verortung im Sommer. Aus zwei Inschriften aus dem 4. und 2. Jahrhundert v. Chr. geht hervor, dass mit ihm das teische Jahr begann.